# Indiscreet (1931)
Indiscreet is een Amerikaanse filmkomedie uit 1931 onder regie van Leo McCarey.

## Verhaal
Geraldine Trent heeft schoon genoeg van de leugens van haar vriend Jim Woodward. Op oudejaarsavond maakt ze een eind aan hun relatie. Kort daarna leert ze de schrijver Tony Blake kennen. Alle gaat goed, totdat de zus van Geraldine Jim voorstelt als haar nieuwe vriend.

## Rolverdeling
| Acteur         | Personage         |
| -------------- | ----------------- |
| Gloria Swanson | Geraldine Trent   |
| Ben Lyon       | Tony Blake        |
| Monroe Owsley  | Jim Woodward      |
| Barbara Kent   | Joan Trent        |
| Arthur Lake    | Buster Collins    |
| Maude Eburne   | Tante Kate        |
| Henry Kolker   | Mijnheer Woodward |
| Nella Walker   | Mevrouw Woodward  |